# Torpedo-Viktorija Nizjni Novgorod
Torpedo-Viktorija Nizjni Novgorod (Russisch: Торпе́до-Викто́рия Нижний Новгород) was een Russische voetbalclub uit de stad Nizjni Novgorod. 

## Geschiedenis
De club werd opgericht in 1932 opgerich als GAZ Gorki, Gorki was tot 1990 de naam van de stad. Na een jaar als Avtovazod Molotova nam de club in 1937 de naam Torpedo aan en speelde in de tweede klasse van de Sovjet-competitie. In 1946 werd de club vicekampioen achter Pisjtsjevik Moskou. Een jaar later werden ze kampioen, maar promoveerden niet. In 1950 promoveerde de club wel na een tweede plaats achter VMS Moskou. De club werd laatste en degradeerde meteen terug. Twee jaar later promoveerde Torpedo opnieuw, maar ook nu werden ze laatste. De volgende jaren eindigde de club telkens in de middenmoot en maakte geen kans meer op terugkeer bij de elite.  
In 1962 nam de club de naam Tsjajka Gorki aan. In 1963 fuseerde de club met Raketa Gorki en werd zo FK Volga Gorki. Een aantal jaar later speelde de club als amateurclub weer in de competitie. In 1997 nam de club de naam Torpedo-Viktorija Nizjni Novgorod aan en werd in 1998 kampioen in de Russische derde klasse. De club promoveerde en eindigde in 1999 op een negentiende plaats en degradeerde meteen weer. In 2003 werd de club ontbonden. 

## Bekende ex-spelers
- Slava Metreveli